# Bojan Bogdanović
Bojan Bogdanović (Mostar, 18 de abril de 1989) é um jogador croata de basquete profissional que atualmente joga no Brooklyn Nets da National Basketball Association (NBA).
Ele também representa a seleção croata. Ele também jogou no New York Knicks, Washington Wizards, Indiana Pacers, Utah Jazz e Detroit Pistons.

## Carreira profissional

### Primeiros anos
Nascido em Mostar, Bósnia e Herzegovina, Bogdanović começou sua carreira no basquete em 2004 no clube de sua cidade natal, o Zrinjski Mostar, onde jogou por uma temporada.
Em 2005, ele assinou um contrato de cinco anos com o Real Madrid, mas foi emprestado ao Zrinjski Mostar para a temporada de 2005-06. Nas temporadas de 2006–07 e 2007–08, ele jogou pelo time júnior do Real Madrid, o Real Madrid B. Em 2008, ele foi emprestado ao Murcia.

### Cibona Zagreb (2009–2011)

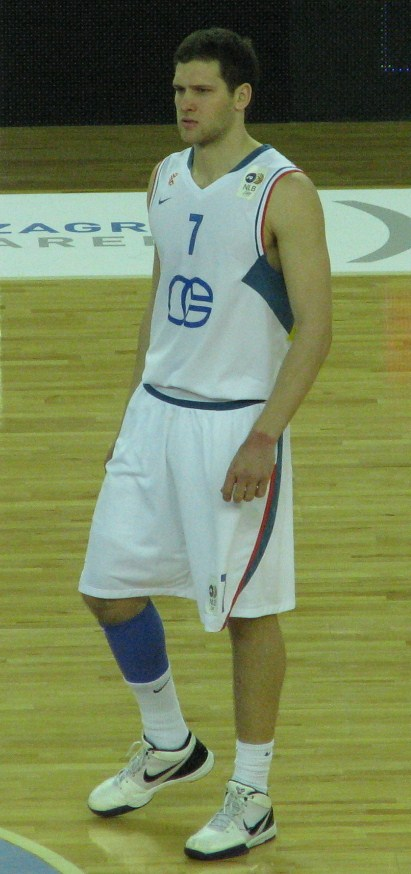
Bogdanović no Cibona

Em agosto de 2009, Bogdanović assinou um contrato de quatro anos com o Cibona Zagreb. Em julho de 2010, ele assinou uma extensão de contrato de três anos com Cibona. 
Bogdanovic cita essa relação como parte do motivo pelo qual decidiu representar a Croácia internacionalmente. Após a temporada de 2010-11, ele saiu do Cibona.

### Fenerbahçe Ülker (2011–2014)
Em 19 de junho de 2011, Bogdanović assinou um contrato de vários anos com o Fenerbahçe.
Em 23 de junho de 2011, ele foi selecionado pelo Miami Heat como a 31ª escolha geral no draft da NBA de 2011. Mais tarde, ele foi negociado com o Minnesota Timberwolves e novamente com o New Jersey Nets na noite do draft.
Em setembro de 2012, o Fenerbahçe confirmou que Bogdanović voltaria para a temporada de 2012–13. Em julho de 2013, após um colapso nas negociações com o Brooklyn Nets, Bogdanović anunciou sua decisão de retornar ao Fenerbahçe para a temporada de 2013-14.

### Brooklyn Nets (2014–2017)
Em 20 de julho de 2014, Bogdanović assinou um contrato de 3 anos e US$ 10 milhões no Brooklyn Nets. No último jogo da temporada de 2014-15, Bogdanović teve o seu melhor jogo da temporada com 28 pontos para ajudar os Nets a conquistar a 8ª posição na Conferência Leste. Os Nets perderam para o Atlanta Hawks por 4–2 na primeira rodada dos playoffs.
Em 11 de novembro de 2015, Bogdanović ajudou os Nets a registrar sua primeira vitória da temporada com 22 pontos, o recorde da temporada, na vitória por 106-98 sobre o Houston Rockets. Em 5 de março de 2016, ele marcou 44 pontos, o recorde de sua carreira, na vitória por 131–114 sobre o Philadelphia 76ers. Seu total foi o máximo para um jogador dos Nets desde que Deron Williams marcou 57 pontos em 4 de março de 2012 e o máximo para qualquer jogador do Nets desde que o time se mudou para o Brooklyn antes da temporada de 2012–13.
Na abertura da temporada dos Nets em 26 de outubro de 2016, Bogdanović marcou 21 pontos na derrota por 122-117 para o Boston Celtics.

### Washington Wizards (2017)

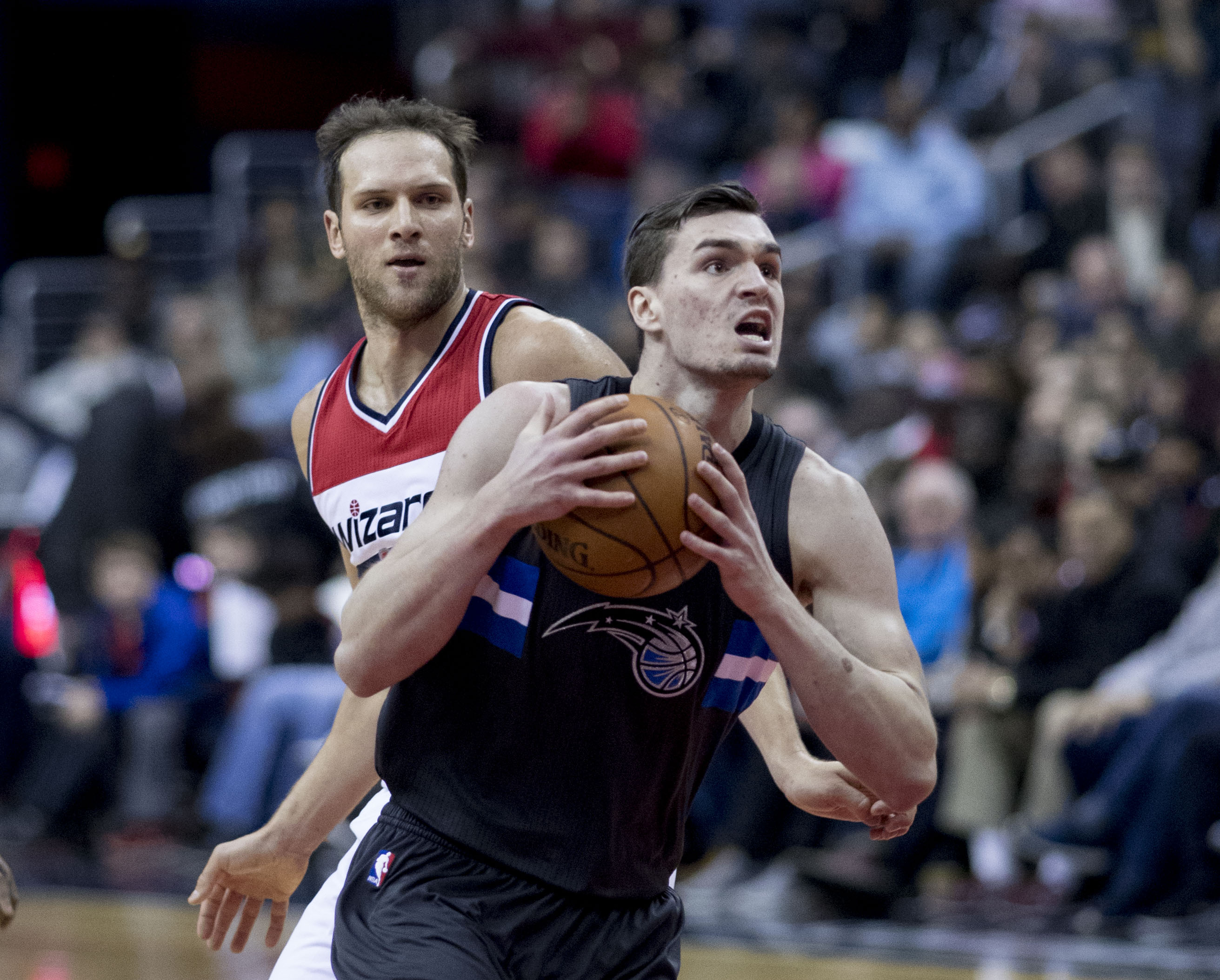
Bogdanović (ao fundo) com os Wizards em março de 2017

Em 22 de fevereiro de 2017, Bogdanović foi negociado, junto com Chris McCullough, para o Washington Wizards em troca de Andrew Nicholson, Marcus Thornton e uma escolha da primeira rodada do draft de 2017.
Em 1º de março, ele marcou 27 pontos na vitória por 105-96 sobre o Toronto Raptors. Em 7 de março, ele marcou 29 pontos e estabeleceu um recorde da franquia de mais lances livres feitos ao acertar 16 na vitória por 131–127 sobre o Phoenix Suns.

### Indiana Pacers (2017–2019)
Em 10 de julho de 2017, Bogdanović assinou um contrato de 2 anos e US$21 milhões com o Indiana Pacers.
Em sua estreia nos Pacers em 18 de outubro de 2017, Bogdanović marcou 14 pontos na vitória por 140–131 sobre o Brooklyn Nets. Em 5 de fevereiro de 2018, ele marcou 29 pontos, o recorde da temporada, na derrota por 111–102 para o Washington Wizards. No Jogo 3 da primeira rodada dos playoffs contra o Cleveland Cavaliers, Bogdanović marcou 30 pontos em uma vitória por 92-90 que viu os Pacers assumirem uma vantagem de 2–1. Os Pacers acabaram perdendo a série em sete jogos.
Em 2 de fevereiro de 2019, ele marcou 31 pontos na vitória por 95-88 sobre o Miami Heat. Em 11 de fevereiro, ele foi nomeado o Jogador da Semana da Conferência Leste, marcando assim seu primeiro Prêmio de Jogador da Semana na carreira. Em 28 de fevereiro, ele marcou 37 pontos na vitória por 122–115 sobre o Minnesota Timberwolves. Em 24 de março, ele marcou 35 pontos na vitória por 124-88 sobre o Denver Nuggets.

### Utah Jazz (2019–2022)
Em 7 de julho de 2019, Bogdanović assinou um contrato de 4 anos e US$ 73 milhões com o Utah Jazz, tornando-o o atleta croata mais bem pago de todos os tempos.
Em 19 de maio, o Jazz anunciou que Bogdanović havia se submetido a uma cirurgia bem-sucedida para reparar um ligamento rompido em seu pulso direito e deveria ficar afastado das quadras até o final da temporada de 2019-20.
Em 1º de maio de 2021, Bogdanović marcou 34 pontos em uma vitória por 106-102 contra o Toronto Raptors. Em 7 de maio, ele marcou 48 pontos, o recorde de sua carreira, na vitória por 127–120 sobre o Denver Nuggets.
Em 23 de maio, durante a primeira rodada dos playoffs, Bogdanović registrou 29 pontos, cinco assistências e duas roubadas de bola na derrota no Jogo 1 para o Memphis Grizzlies por 109–112. O Jazz acabou vencendo a série em cinco jogos. Em 16 de junho, durante a segunda rodada dos playoffs, Bogdanović marcou 32 pontos na derrota por 111–119 para o Los Angeles Clippers no Jogo 5. O Jazz perdeu a série em seis jogos.
Em 5 de janeiro de 2022, Bogdanović registrou 36 pontos, 13 rebotes e quatro assistências na vitória por 115–109 sobre o Denver Nuggets.
Em 16 de abril, durante a primeira rodada dos playoffs, Bogdanović registrou 26 pontos e quatro assistências na vitória do Jogo 1 por 99-93 sobre o Dallas Mavericks. Dois dias depois, ele marcou 25 pontos em uma derrota no Jogo 2 por 104-110. O Jazz perdeu a série em seis jogos.

### Detroit Pistons (2022–2024)
Em 26 de setembro de 2022, Bogdanović foi negociado com o Detroit Pistons em troca de Kelly Olynyk e Saben Lee.
Bogdanović fez sua estreia nos Pistons em 19 de outubro e registrou 24 pontos e cinco rebotes na vitória por 113–109 sobre o Orlando Magic. Em 31 de outubro, ele assinou uma extensão de contrato de 2 anos e US$ 39,1 milhões com os Pistons. Em 11 de dezembro de 2022, Bogdanović marcou 35 pontos em uma derrota por 124-117 para o Los Angeles Lakers.
Em 3 de janeiro de 2024, Bogdanović teve 36 pontos e 7 rebotes em seu retorno a Utah, em uma derrota na prorrogação por 154-148.

### New York Knicks (2024)
Em 8 de fevereiro de 2024, Bogdanović e Alec Burks foram negociados com o New York Knicks em troca de Ryan Arcidiacono, Malachi Flynn, Evan Fournier, Quentin Grimes e duas escolhas de segunda rodada.
Em 30 de abril de 2024, foi anunciado que Bogdanović perderia o restante dos playoffs após passar por cirurgias que encerraram sua temporada no pé esquerdo e no pulso esquerdo.

### Retorno a Brooklyn (2024–Presente)
Em 6 de julho de 2024, Bogdanović foi trocado, junto com Mamadi Diakite, Shake Milton, quatro escolhas de primeira rodada não protegidas e uma escolha de segunda rodada, de volta para o Brooklyn Nets em troca de Mikal Bridges, Keita Bates-Diop e uma escolha de segunda rodada.

## Estatísticas da carreira

### NBA

#### Temporada regular
| Year     | Team       | GP  | GS  | MPG  | FG%  | 3P%  | FT%  | RPG | APG | SPG | BPG | PPG  |
| -------- | ---------- | --- | --- | ---- | ---- | ---- | ---- | --- | --- | --- | --- | ---- |
| 2014–15  | Brooklyn   | 78  | 28  | 23.8 | .453 | .355 | .821 | 2.7 | .9  | .4  | .1  | 9.0  |
| 2015–16  | Brooklyn   | 79  | 39  | 26.8 | .433 | .382 | .833 | 3.2 | 1.3 | .4  | .1  | 11.2 |
| 2016–17  | Brooklyn   | 55  | 54  | 26.9 | .440 | .355 | .874 | 3.6 | 1.6 | .4  | .1  | 14.2 |
| 2016–17  | Washington | 26  | 0   | 23.1 | .457 | .391 | .934 | 3.1 | .8  | .4  | .2  | 12.7 |
| 2017–18  | Indiana    | 80  | 80  | 30.8 | .474 | .402 | .868 | 3.4 | 1.5 | .7  | .1  | 14.3 |
| 2018–19  | Indiana    | 81  | 81  | 31.8 | .497 | .425 | .807 | 4.1 | 2.0 | .9  | .0  | 18.0 |
| 2019–20  | Utah       | 63  | 63  | 33.1 | .447 | .414 | .903 | 4.1 | 2.1 | .5  | .1  | 20.2 |
| 2020–21  | Utah       | 72  | 72  | 30.8 | .439 | .390 | .879 | 3.9 | 1.9 | .6  | .1  | 17.0 |
| 2021–22  | Utah       | 69  | 69  | 30.9 | .455 | .387 | .858 | 4.3 | 1.7 | .5  | .0  | 18.1 |
| 2022–23  | Detroit    | 59  | 59  | 32.1 | .488 | .411 | .884 | 3.8 | 2.6 | .6  | .1  | 21.6 |
| 2023–24  | Detroit    | 28  | 27  | 32.9 | .468 | .415 | .779 | 3.4 | 2.5 | .8  | .1  | 20.2 |
| 2023–24  | New York   | 29  | 0   | 19.2 | .430 | .370 | .800 | 2.0 | .9  | .2  | .0  | 10.4 |
| Carreira | Carreira   | 719 | 572 | 28.5 | .456 | .391 | .853 | 3.4 | 1.6 | .5  | .0  | 15.5 |

#### Playoffs
| Year     | Team       | GP | GS | MPG  | FG%  | 3P%  | FT%  | RPG | APG | SPG | BPG | PPG  |
| -------- | ---------- | -- | -- | ---- | ---- | ---- | ---- | --- | --- | --- | --- | ---- |
| 2015     | Brooklyn   | 6  | 5  | 34.3 | .390 | .333 | .714 | 3.8 | 1.7 | .7  | .3  | 10.3 |
| 2017     | Washington | 13 | 0  | 20.3 | .414 | .356 | .844 | 4.3 | .7  | .5  | .1  | 8.8  |
| 2018     | Indiana    | 7  | 7  | 34.0 | .395 | .378 | .600 | 3.4 | 1.9 | .9  | .0  | 12.4 |
| 2019     | Indiana    | 4  | 4  | 37.0 | .397 | .318 | .882 | 5.8 | 2.8 | 2.0 | .0  | 18.0 |
| 2021     | Utah       | 11 | 11 | 35.5 | .467 | .461 | .878 | 4.3 | 1.5 | .9  | .0  | 18.1 |
| 2022     | Utah       | 6  | 6  | 35.7 | .481 | .333 | .792 | 4.2 | 1.7 | .3  | .0  | 18.0 |
| 2024     | New York   | 4  | 0  | 12.7 | .292 | .400 | .571 | 3.0 | 1.0 | .0  | .3  | 6.0  |
| Carreira | Carreira   | 51 | 33 | 29.9 | .405 | .368 | .754 | 4.1 | 1.6 | .7  | .0  | 13.0 |

### EuroLeague
| Year     | Team        | GP | GS | MPG  | FG%  | 3P%  | FT%  | RPG | APG | SPG | BPG | PPG  |
| -------- | ----------- | -- | -- | ---- | ---- | ---- | ---- | --- | --- | --- | --- | ---- |
| 2007–08  | Real Madrid | 1  | 0  | 2.0  | .000 | .000 | .000 | .0  | .0  | .0  | .0  | .0   |
| 2009–10  | Cibona      | 15 | 3  | 23.3 | .436 | .387 | .435 | 2.9 | .5  | .7  | .1  | 8.1  |
| 2010–11  | Cibona      | 10 | 10 | 35.5 | .411 | .309 | .765 | 3.5 | 1.8 | 1.7 | .2  | 18.0 |
| 2011–12  | Fenerbahçe  | 16 | 7  | 24.3 | .463 | .411 | .813 | 2.2 | .7  | .4  | .2  | 13.0 |
| 2012–13  | Fenerbahçe  | 21 | 16 | 28.3 | .489 | .405 | .839 | 2.1 | 1.2 | .6  | .5  | 15.9 |
| 2013–14  | Fenerbahçe  | 24 | 21 | 30.6 | .468 | .298 | .817 | 2.4 | 1.9 | .5  | .4  | 14.8 |
| Carreira | Carreira    | 87 | 57 | 24.0 | .377 | .301 | .611 | 2.1 | 1.0 | .6  | .2  | 11.6 |

Fonte:

## Carreira na Seleção

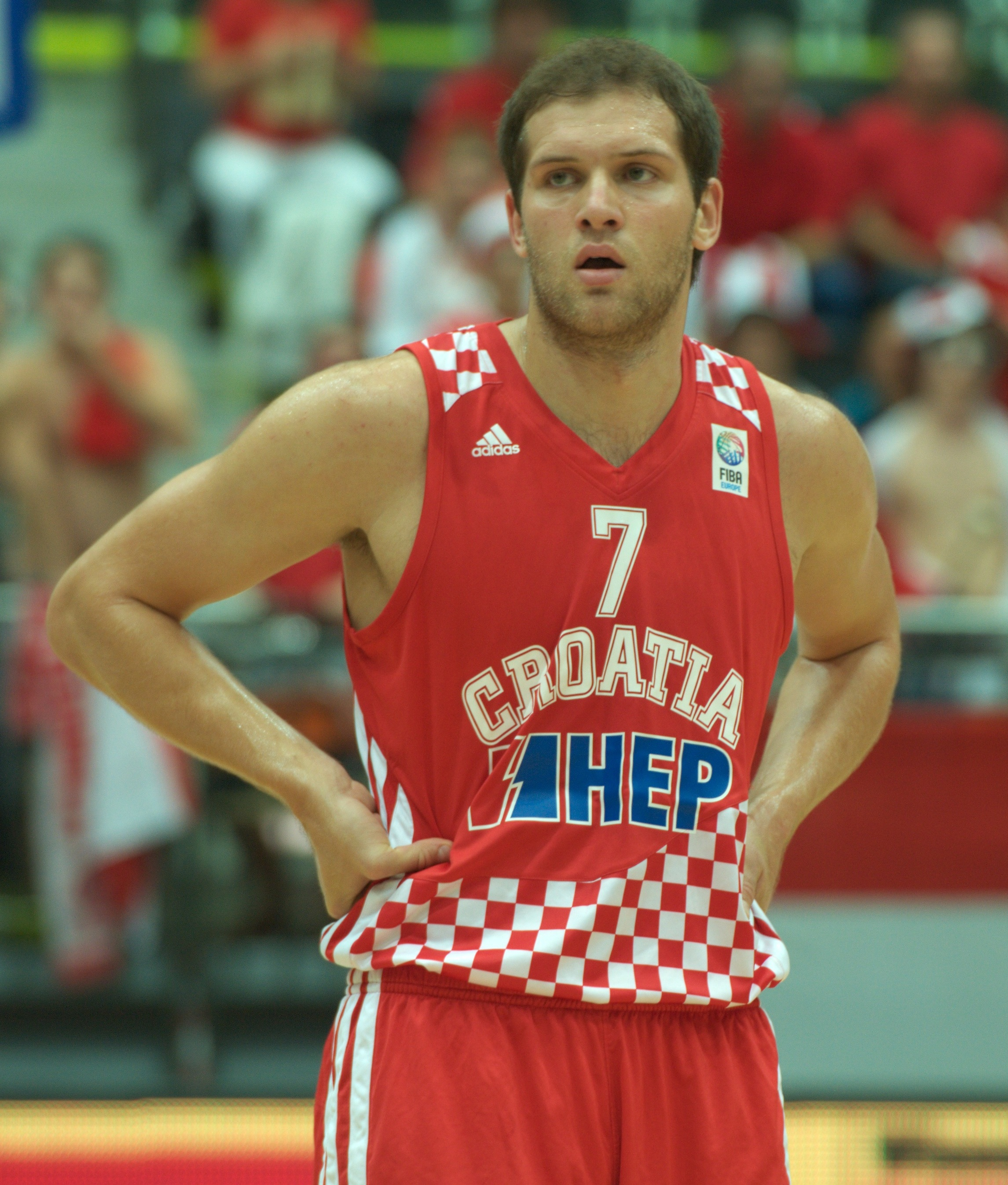
Bogdanović jogando com a seleção da Croácia em 2012

Bogdanović jogou pela Seleção Croata Sub-16 em 2005, pela seleção Sub-18 em 2006 e 2007 e pela seleção Sub-20 em 2009. Em 2010, ele se juntou à seleção croata sênior para a Copa do Mundo de 2010. Em julho de 2012, o técnico da seleção croata, Jasmin Repeša, expulsou Bogdanović da equipe por motivos disciplinares.
Ele voltou à Croácia para o EuroBasket de 2013 e para a Copa do Mundo de 2014. Ele também representou a Croácia no EuroBasket de 2015, onde foi eliminado nas oitavas de final pela República Tcheca. Em seis jogos do torneio, ele teve médias de 10,8 pontos, 3,4 rebotes e 1,2 assistências.

Bogdanović também representou a Croácia nos Jogos Olímpicos de Verão de 2016 no Rio de Janeiro. Ele liderou todos os artilheiros com média de 25,3 pontos.